# Dendroctonus adjunctus
Dendroctonus adjunctus là một loài côn trùng trong họ Curculionidae. Loài này được Blandford miêu tả khoa học đầu tiên năm 1897.
Đây là loài gây hại của cây Pinus montezumae, phát triển phổ biến ở Honduras.